# Sarandí del Arapey
Sarandí del Arapey est une ville de l'Uruguay située dans le département de Salto. Sa population est de 215 habitants.

## Population
| Année | Population |
| ----- | ---------- |
| 1963  | 201        |
| 1975  | 179        |
| 1985  | 162        |
| 1996  | 200        |
| 2004  | 215        |

,